# Hama Amadou
Hama Amadou (Youri, 1950-Niamey, 23 de octubre de 2024) fue primer ministro nigerino en dos oportunidades. Estuvo en funciones desde febrero de 1995 hasta enero de 1996, cuando un golpe militar derrocó el gobierno, y luego otra vez desde el 3 de enero de 2000, un poco después de que la democracia fuera restaurada y las elecciones fueron sostenidas en 1999, hasta el 3 de junio de 2007, cuando fue reemplazado por Seyni Oumarou.

## Cargos de corrupción de 2008
Amadou retuvo su puesto como presidente de MNSD-Nassara, pero en 2008 enfrentó otro desafío. La Gendarmería Nacional de Níger abrió otra investigación sobre el ex primer ministro, esta vez acusado de haber malversado 100 millones de CFA (152.500 euros) de ayuda extranjera para el desarrollo de la prensa y las comunicaciones independientes durante el período 2000-2006. Las investigaciones posteriores del Tribunal Superior redujeron la supuesta cantidad en dos tercios. Mamadou Tandja convocó una sesión especial de la Asamblea Nacional el 14 de junio de 2008 para examinar el caso, ya que todos los miembros del parlamento en ejercicio tienen inmunidad de enjuiciamiento. Mientras que los hombres habían sido aliados políticos cercanos, con Amadou visto como el sucesor elegido de Tandja, su relación se había deteriorado durante los años de Amadou en el cargo, y se rumoreaba que los dos se habían convertido en rivales. Amadou afirmó públicamente que los cargos eran un "complot político" por partes de su propio partido.  Amadou enfrentó tanto una pena de prisión como la pérdida de su derecho a ocupar cargos políticos en Níger si es declarado culpable.
Un panel especial de 14 miembros examinó los cargos y pasó mociones de censura a la Asamblea Nacional; Después de más de 24 horas de debate, la Asamblea Nacional votó 72 a 28 para despojar a Amadou de su inmunidad y pasó el caso al Tribunal Superior de Justicia de Nigeria. El 26 de junio de 2008, Amadou fue arrestado y luego trasladado a la prisión civil de Koutoukaté, al norte de Niamey. Su primera comparecencia ante la comisión de instrucción del Tribunal Superior fue retrasada del 29 de julio al 6 de agosto de 2008, momento en el cual su solicitud de libertad bajo fianza fue rechazada por Bouba Mahamane, el procurador general del Tribunal Superior. A principios de agosto de 2008 Zindery las secciones Tillaberi del MNSD propusieron que Amadou fuera removido como presidente del partido. Amadou, su equipo legal y sus seguidores restantes con el MNSD-Nassara acusaron al presidente y al gobierno de inventar estos cargos para evitar que Amadou se postule como candidato presidencial en las elecciones de diciembre de 2009. Señalaron la remoción de dos de sus aliados políticos, Amadou Sala y Omar Hamidou Tchiana, de altos cargos políticos tras el arresto de Amadou.
Miles de simpatizantes de Amadou protestaron por su encarcelamiento en un mitin en Niamey el 19 de octubre de 2008. Se planeó otro mitin pro-Amadou para el 26 de octubre, pero las autoridades lo prohibieron.

## Pérdida de liderazgo de MNSD
Debido a su encarcelamiento, Amadou designó a Habi Mahamadou Salissou, el Secretario General de MNSD, como Presidente interino del partido. Esta decisión no fue aceptada por los opositores de Amadou en el partido, que votaron para instalar a Hamidou Sékou como presidente interino el 7 de septiembre de 2008.
A pesar del apoyo continuo a Amadou de las secciones del MNSD, especialmente de su base política en Tillabery, Amadou fue despojado del liderazgo formal del partido gobernante a principios de 2009. Un congreso especial del MNSD-Nassara celebrado en Zinder el 21 de febrero de 2009 elegido El primer ministro Oumarou sucederá a Amadou como presidente de MNSD. El Ministro del Interior, Albadé Abouba, fue elegido Secretario General del partido, en sustitución de Salissou. Este resultado se produjo después de meses de disputas entre elementos pro-Tandja y pro-Amadou en el partido que amenazó con dividir el MNSD y vio a grupos pro-Amadou unirse a las protestas de la oposición contra un plan flotante para extender el mandato de Tandja más allá de 2009.

## Enfermedad
Amadou fue trasladado de la prisión de Koutoukalé al Hospital Nacional de Niamey a principios de marzo de 2009, sufriendo una enfermedad no identificada, que el gobierno declaró que no era mortal. Tres semanas después, a principios de abril, fue trasladado de regreso a prisión, a pesar de las protestas y una marcha de sus partidarios en Niamey, y la acción legal de sus abogados. La agencia France-Presse informó que los expertos médicos del gobierno que lo llevaron para liberarlo para que volviera a la prisión habían recomendado que lo transfirieran a un hospital en Francia, pero fueron anulados. Según su esposa, su mal estado de salud estaba relacionado con la presión arterial baja y la hipoglucemia.

## Juicio del Tribunal Superior y regreso a la política
Los abogados de Amadou anunciaron en abril de 2009 que la instrucción y la formación del Tribunal Superior de Justicia se habían completado y esperaban que comenzara un juicio. El Tribunal Superior es una institución provisional para el juicio de figuras políticas, supervisada por la Corte Suprema de Níger, pero formada por siete diputados en funciones de la Asamblea Nacional de Níger.  El 23 de abril de 2009, el Tribunal Superior de Justicia ordenó que Amadou fuera puesto en libertad condicional por razones de salud;  de conformidad con la decisión del Tribunal Superior, fue liberado de inmediato de la prisión después de ser detenido durante 10 meses. Amadou se quejó de que las condiciones en la prisión eran malas y dijo que deberían mejorarse.
Después de su liberación, Amadou dejó Níger para recibir tratamiento médico. Al señalar una investigación que afirmaba que Amadou tenía 15,000 acciones en Ecobank, las autoridades nigerinas emitieron una orden internacional para su arresto el 30 de julio de 2009. Amadou habló en Radio France Internationale el 31 de julio, calificando las acusaciones de corrupción como absurdas: "¿Crees que alguien está ¿capaz de robar 16 mil millones de francos CFA del presupuesto de Níger? Si hubiera robado 16 mil millones, ¿por qué los ministros que me ayudaron a robar no se mencionaron en el archivo? "También dijo que Tandja simplemente quería que lo encarcelaran "por alguna razón u otra". 
Tandja fue derrocado en un golpe militar de febrero de 2010, y una nueva junta inició una transición a las elecciones. Amadou regresó del exilio en Francia en marzo de 2010 y creó un nuevo partido, el Movimiento Democrático de Nigeria (MDN). El 11 de julio de 2010, anunció públicamente su deseo de presentarse como candidato del MDN para las elecciones presidenciales de enero de 2011 y prometió "luchar lo más que pueda para ganar el poder".
En tercer lugar en las elecciones presidenciales, Amadou luego apoyó a Mahamadou Issoufou, quien había sido el primero. Issoufou prevaleció en la segunda ronda. Amadou también ganó un escaño en las elecciones parlamentarias de 2011, y fue elegido presidente de la Asamblea Nacional el 19 de abril de 2011. La votación fue casi unánime: hubo 103 votos a favor y un voto en contra.
En 2013, Amadou se unió a la oposición al presidente Issoufou, aunque permaneció en su cargo como presidente de la Asamblea Nacional. El 27 de agosto de 2014, los líderes de la Asamblea Nacional, en respuesta a una solicitud del gobierno, decidieron permitir el arresto de Amadou, que no estaba presente, en relación con una investigación sobre una red ilegal de tráfico de niños de Nigeria. Una de sus esposas ya había sido arrestada.  A las pocas horas de la decisión, Amadou huyó a Burkina Faso.  Denunció la investigación, y sus partidarios argumentaron que constitucionalmente solo podía ser arrestado si su inmunidad parlamentaria se eliminaba mediante un voto de la Asamblea Nacional en su conjunto.
El 24 de noviembre de 2014, la Asamblea Nacional eligió a Amadou Salifou para reemplazar a Hama Amadou como Presidente de la Asamblea Nacional.

## Fallecimiento
Falleció el 23 de octubre de 2024 en Niamey.